# NGC 3274
NGC 3274 is een balkspiraalstelsel in het sterrenbeeld Leeuw. Het hemelobject werd op 11 april 1785 ontdekt door de Duits-Britse astronoom William Herschel.

## Synoniemen
- UGC 5721
- MCG 5-25-20
- ZWG 154.24
- WAS 13
- IRAS 10294+2755
- PGC 31122